# Rhaebo ecuadorensis
Espèce
Rhaebo ecuadorensis est une espèce d'amphibiens de la famille des Bufonidae.

## Répartition
Cette espèce se rencontre entre 215 et 1 100 m d'altitude en Amazonie :
- dans le sud-est de la Colombie ;
- dans l'est de l'Équateur ;
- dans l'est du Pérou ;
- dans le nord-est de la Colombie ;
- dans l'ouest du Brésil.

## Description
Rhaebo ecuadorensis mesure, queue non comprise, de 92,8 à 127,0 mm pour les mâles. Le seul spécimen femelle étudié mesurait quant à lui 156,7 mm, queue non comprise.

## Étymologie
Son nom d'espèce, composé de ecuador et du suffixe latin -ensis, « qui vit dans, qui habite », lui a été donné en référence au lieu de sa découverte.

## Publication originale
- Mueses-Cisneros, Cisneros-Heredia & McDiarmid, 2012 : A new Amazonian species of Rhaebo (Anura: Bufonidae) with comments on Rhaebo glaberrimus (Günther, 1869) and Rhaebo guttatus (Schneider, 1799). Zootaxa, no 3447, p. 22-40.